# Alopecosa kuntzi
Alopecosa kuntzi este o specie de păianjeni din genul Alopecosa, familia Lycosidae, descrisă de Denis, 1953. Conform Catalogue of Life specia Alopecosa kuntzi nu are subspecii cunoscute.